# 沢辺守
沢辺 守（さわべ まもる、1923年1月1日 - 没年不明）は、日本の農林官僚。

## 来歴・人物
岐阜県出身。1947年に高文行政科に合格し、1948年に東京大学法学部政治学科を卒業し、同年に農林省に入省。1976年11月に大臣官房長に就任し、1978年1月に食糧庁長官を経て、1979年7月から1981年9月までに農林水産事務次官を務め、1985年7月から1990年6月までに日本中央競馬会理事長を務めた。